# Lista över avsnitt av Da Vinci's Demons
Detta är en avsnittsguide till TV-serien Da Vinci's Demons. Serien sändes ursprungligen mellan 2013 och 2015 i Starz.

## Säsong 1 (2013)
| Nr | Titel            | Regi               | Manus                                     | Sändningsdatum |
| -- | ---------------- | ------------------ | ----------------------------------------- | -------------- |
| 1  | "The Hanged Man" | David S. Goyer     | David S. Goyer                            | 12 april 2013  |
| 2  | "The Serpent"    | David S. Goyer     | David S. Goyer & Scott M. Gimple          | 19 april 2013  |
| 3  | "The Prisoner"   | Jamie Payne        | David S. Goyer & Scott M. Gimple          | 26 april 2013  |
| 4  | "The Magician"   | Jamie Payne        | David S. Goyer & Jami O'Brien             | 3 maj 2013     |
| 5  | "The Tower"      | Paul Wilmshurst    | Joe Ahearne                               | 10 maj 2013    |
| 6  | "The Devil"      | Paul Wilmshurst    | Brian Nelson & Marco Ramirez              | 17 maj 2013    |
| 7  | "The Hierophant" | Michael J. Bassett | Sarah Goldfinger & Corey Reed             | 31 maj 2013    |
| 8  | "The Lovers"     | Michael J. Bassett | David S. Goyer, Brian Nelson & Corey Reed | 7 juni 2013    |

## Säsong 2 (2014)
| Nr | Titel                      | Regi              | Manus                                       | Sändningsdatum |
| -- | -------------------------- | ----------------- | ------------------------------------------- | -------------- |
| 9  | "The Blood of Man"         | Charles Sturridge | David S. Goyer & Corey Reed                 | 22 mars 2014   |
| 10 | "The Blood of Brothers"    | Peter Hoar        | Jami O'Brien                                | 29 mars 2014   |
| 11 | "The Voyage of the Damned" | Peter Hoar        | Brian Nelson                                | 5 april 2014   |
| 12 | "The Ends of the Earth"    | Charles Sturridge | Marco Ramirez                               | 12 april 2014  |
| 13 | "The Sun and the Moon"     | Jon Jones         | Dan Hess & Corey Reed                       | 19 april 2014  |
| 14 | "The Rope of the Dead"     | Jon Jones         | David S. Goyer & Matt Fraction              | 26 april 2014  |
| 15 | "The Vault of Heaven"      | Peter Hoar        | Brian Nelson & Marco Ramirez                | 3 maj 2014     |
| 16 | "The Fall from Heaven"     | Peter Hoar        | Jonathan Hickman & Corey Reed               | 10 maj 2014    |
| 17 | "The Enemies of Man"       | Justin Molotnikov | Brian Nelson, Marco Ramirez & Allison Moore | 17 maj 2014    |
| 18 | "The Sins of Daedalus"     | Peter Hoar        | Brian Nelson, Corey Reed & Marco Ramirez    | 31 maj 2014    |

### Fotnoter
1. ↑  ”Da Vinci's Demons”. TV.Com. Arkiverad från originalet den 16 januari 2013. https://web.archive.org/web/20130116053506/http://www.tv.com/shows/da-vincis-demons/. Läst 26 januari 2017.